# Rotterdam Terror Corps
Rotterdam Terror Corps er en hardcore/gabber gruppe, som startede i 1993 i Rotterdam, Holland. Rotterdam Terror Corps er primært kendt for deres hårde beats og deres live scener. Gruppen består/bestod af 5 originale hollandske DJ's (DJ Disortion, MC Raw, DJ Reanimator, DJ Petrov og Rob Gee).
Gruppen har arbejdet sammen med mange DJ's og producers. Blandt disse er Bass-D, The Headbanger, Neophyte, King Matthew og DJ Macabre. Rotterdam Terror Corps har også vundet mange priser, bl.a. for "Best Live Act and Best MC" i 1996.

## Diskografi
- Three Wasted Souls (Megarave Records, 1995).
- Strictly Hardcore (Megarave Records, 1996).
- Sick and Twisted (Megarave Records, 1997).
- From Dusk till Doom (Megarave Records, 1998).
- 5 Years RTC, The Remix Album (Megarave Records, 1998).
- Constrictor (Megarave Records, 1999).
- Fuck the Millennium (Megarave Records, 1999).
- Schizophrenic (Megarave Records, 2000).
- Unleash Hell (Megarave Records, 2002).
- Giftbox (2005)